# Germandats Obreres d'Acció Catòlica
La Hermandad Obrera de Acción Católica (HOAC o GOAC) és un moviment d'Acció Catòlica fundat a Madrid el 1946 per Guillem Rovirosa i Albet amb el patrocini del cardenal Enric Pla i Deniel. Es tracta d'un moviment especialitzat en el món obrer i que actiu a tot l'Estat Espanyol. Pretén compaginar la fe catòlica amb la militància obrera, amb l'objectiu de evangelitzar el món obrer. Durant els anys seixanta molts dels seus membres participaren en la fundació de les Comissions Obreres i foren força actius contra el franquisme. Te diverses vies de difusió, com ara les revistes Noticias Obreras i Tú o els llibres que publica mitjançant Ediciones Hoac.